# Цеткин, Осип
О́сип Це́ткин (1850, Одесса, Российская империя — 29 января 1889, Париж) — российский и немецкий революционер и социалист. Муж видной общественной деятельницы Клары Цеткин.

## Биография
Родился в 1850 году в Одессе в еврейской семье. Отец: Скловский мещанин Ефроим Цеткин. Мать: Роза урожд. Беркович.  Его родители также были родом из Одессы. В молодости Осип принимал активное участие в русском народническом движении. Опасаясь преследования со стороны российских властей, он бежал в Лейпциг. Там он устроился плотником и вступил в ряды социал-демократов. В кружке русских студентов в Лейпциге он познакомился с Кларой Айснер, своей будущей женой, впоследствии взявшей его фамилию.
В 1880 году в ходе встречи с видными социалистами Августом Бебелем и Вильгельмом Либкнехтом был арестован и депортирован из Германии как «нежелательный иностранец», ввиду чего переехал в Париж. В ноябре 1882 года к нему присоединилась жена Клара.
В Париже молодая семья часто меняла съёмные квартиры, не имея возможности регулярно оплачивать жильё и перебиваясь временными подработками: Осип публиковал статьи и заметки в газетах левой направленности, зарабатывал переводами и преподаванием иностранных языков, а Клара давала частные уроки и стирала бельё в богатых семьях. Но большую часть времени семья Цеткин жили в крохотной квартире на Монмартре. Там же родились двое их сыновей: Максим (в 1883 году) и Константин (в 1885 году).
В 1889 году Осип Цеткин умер от туберкулёза.
Оба сына Осипа и Клары Цеткин — Максим и Костя — стали врачами.